# В один прекрасный день (фильм, 1976)
В один прекрасный день (азерб. Günlərin bir günü) — советская музыкальная комедия с элементами фантастики жанра киноальманах 1976 года производства киностудии «Азербайджанфильм».

## Сюжет

### Киноальманах
Человек должен быть верным своему положению, убеждению и отношениям. Люди должны переходить от собственного счастья, положения и удачи, также действовать по воле своего сердца.

### Сюита
Людям необходимо оставаться верным своим убеждениям. Главный герой романа работает на пляже в качестве спасателя. События, происходящие в море не развлекают и не вдохновляют его, ибо он мечтает о своей любимой женщине Кармен.

### В один прекрасный день
Однажды утром выдающиеся учёный увидел космический корабль, летящий через его балкон. На фоне этого видения он сошёл с ума и всё подробно рассказал своей тёще, соседям, знакомым, которые посоветовали ему обратиться к врачу-психиатру.

## Создатели фильма

### В ролях

#### Киноальманах
Фазиль Салаев
Е. Алиев
Чингиз Алекперзаде
Ф. Шарифов
Б. Гадимов
Семён Гарагедов
Н. Курская

#### Сюита
Габиль Алиев — музыкант, играющий на кеманче
Владимир Воробьёв
Лариса Халафова
Тахир Асадуллаев

#### В один прекрасный день
Семён Фарада — Васиф
Инара Гулиева — Санубар
Сергей Юрский — актёр
Юсиф Валиев — отец Санубар
Лейла Бадирбейли — мать Санубар
Фазиль Салаев — продавец
Шушан Меджидова — Мирвари
Мирза Бабаев
Джахангир Асланоглу
Мухтар Маниев

### Административная группа

#### Киноальманах
художественный руководитель киноальманаха: Георгий Данелия
художник-постановщик: Фикрет Багиров
оператор-постановщик: Валерий Каримов
звукооператор: Асад Асадов
режиссёр: Рафик Дадашов (в титрах — Р. Дадашов)
художник-гримёр: И. Малчукин
монтажёр: Рафига Ибрагимова (в титрах — Р. Ибрагимова)
второй оператор: И. Фелицин
второй художник: А. Захаров
редактор: Адхам Гулубеков
ассистенты режиссёра: Джафар Асадов, Е. Гулиев, Д. Мамедов
ассистенты оператора: Р. Байрамов, К. Мамедов, Сергей Ратников, Р. Таривердиев
ассистенты художника: Ф. Аббасзаде, Н. Джафарова
музыкальные дизайнеры: А. Джахангиров, Т. Гудкова
директор сюжета: Семён Гарагедов

#### Сюита
авторы сценария: Реваз Габриадзе, Рустам Ибрагимбеков
режиссёр-постановщик: Рустам Ибрагимбеков
оператор-постановщик: Эдуард Галакчиев
художник-постановщик: Фикрет Багиров
звукооператор: Асад Асадов
использована музыка: Жорж Бизе (из оперы Кармен), Родион Щедрин

#### В один прекрасный день
автор сценария: Максуд Ибрагимбеков
режиссёр-постановщик: Юлий Гусман
оператор-постановщик: Фикрет Аскеров
художник-постановщик: Фикрет Багиров
звукооператор: Асад Асадов
директор сюжета: Надир Алиев
использована музыка: Поль Мориа — симпатия (в титрах не указано)